# 서영수 (역사가)
서영수(徐榮洙, 1949년~)은 대한민국의 사학자이고 대학교수이다. 경상북도 영주 출생이다. 
경기고등학교를 졸업하고 서울대학교 문리과대학 동양사학과 문학사, 단국대학교 대학원 사학과 동양사 문학석사, 동국대학교 대학원 사학과 동양사 문학박사 학위를 받았다. 고구려와 광개토왕, 고조선을 중심으로 한 고대 한중관계사를 연구하고 있으며, KBS와 함께 다년간 중국동북부 지방을 비롯하여 북한 등지의 고조선, 부여, 고구려, 발해 유적을 직접 답사하여 조사하였다. 
단국대학교, 한국외국어대학교, 서울교육대학교 강사, 단국대학교 인문과학대학 역사학과 교수, 율곡기념도서관장, 동양학연구원 원장 직을 역임하였다. 이와 함께 고구려연구회(현 고구려발해학회)회장, 고조선사연구회 회장, 한국고대사학회 감사 등을 역임했다. 현재 단국대학교 문과대학 사학과 명예교수이다.

## 학력
- 경기고등학교
- 서울대학교 문리과대학 동양사학과 문학사
- 단국대학교 대학원 사학과 동양사 문학석사
- 동국대학교 대학원 사학과 동양사 문학박사

## 경력
- 1975년 ~ 1981년   단국대학교 동양학연구소 연구원
- 1981년 ~ 1985년   단국대학교, 한국외국어대학교, 서울교육대학교, 한국방송통신대학교 강사
- 1982년 ~ 1984년   단국대학교 문리과대학 사학과 전임강사
- 1985년 ~ 2015년   단국대학교 인문과학대학 역사학과 교수
- 1989년 ~ 1990년   대만 중앙연구원 역사어언연구소 방문교수
- 1997년 ~ 2003년   한국몽골학회 부회장
- 2003년 ~ 2005년   한국고대사학회 감사
- 2004년 ~ 2006년   고구려연구회(현 고구려발해학회) 회장
- 2004년 ~ 2010년   고조선사연구모임(현 고조선사연구회) 회장
- 2006년 ~ 현재   고구려발해학회 학술자문위원
- 2008년 ~ 2009년   단국대학교 율곡기념도서관 관장
- 2009년 ~ 2014년   단국대학교 동양학연구원 원장
- 2015년           단국대학교 인문과학대학 역사학과 초빙교수
- 2016년 ~ 현재     단국대학교 문과대학 사학과 명예교수
- 중,고등학교 국사교과서 심의위원
- 행정고시, 외무고시 출제위원

## 저서
- 1986  《국역 중국정사조선전》, 국사편찬위원회
- 1987 - 1990  《중국정사조선전역주 1-4(주편)》, 국사편찬위원회
- 1987  《고대한중관계사의 연구(공저)》, 삼지원
- 1994  《한국사 2 : 원시사회에서 고대로(공저)》, 한길사
- 2004  《광개토왕이 중국인이라고?(공저)》, 중앙일보시사미디어
- 2004  《대고구려역사 중국에는 없다(공저)》, 예문당
- 2006  《동아시아 속에서의 고구려와 왜(공저)》, 경인문화사
- 2007  《고조선의 역사를 찾아서(공저)》, 학연문화사
- 2008  《요동군과 현도군연구(공저)》, 동북아역사재단
- 2008  《세계속의 한국(공저)》, 단국대학교출판부
- 2009  《고조선사연구 100년(공저)》, 학연문화사
- 2013  《광개토왕비의 재조명(공저)》, 동북아역사재단
- 2015  《고조선과 위만조선의 연구쟁점과 대외교류(공저)》, 학연문화사

## 수상
- 2015년 2월 황조근정훈장 수상